# HMS Sea Nymph (P223)
| «Сі Німф»                                                             | «Сі Німф» | «Сі Німф» |
| --------------------------------------------------------------------- | --- | --- |
| HMS Sea Nymph (P223)                                                  | | |
|                                                                       | | |
| Британський підводний човен «Сі Німф». Грудень 1942                   | | |
| Верф                                                                  | Cammell Laird, Беркенгед                                                                                             | Cammell Laird, Беркенгед                                                                                             |
| Під прапором                                                          | Велика Британія | Велика Британія |
| Належність                                                            | Військово-морські сили Великої Британії                                                                              | Військово-морські сили Великої Британії                                                                              |
| Порт приписки                                                         | Лервік, Клайд, Голі-Лох                                                                                              | Лервік, Клайд, Голі-Лох                                                                                              |
| На честь                                                              | другий корабель флоту на ім'я «Сі Німф»                                                                              | другий корабель флоту на ім'я «Сі Німф»                                                                              |
| Замовлення                                                            | 2 вересня 1940 | 2 вересня 1940 |
| Закладений                                                            | 6 травня 1941 | 6 травня 1941 |
| Спуск на воду                                                         | 29 липня 1942 | 29 липня 1942 |
| Введений до складу флоту                                              | 3 листопада 1942 | 3 листопада 1942 |
| На службі                                                             | 1942–1948 | 1942–1948 |
| Сучасний статус                                                       | у червні 1948 року розібраний на брухт у Труні                                                                       | у червні 1948 року розібраний на брухт у Труні                                                                       |
| Бойовий досвід                                                        | Друга світова війна Битва за Атлантику Кампанія в Арктиці                                                            | Друга світова війна Битва за Атлантику Кампанія в Арктиці                                                            |
| Проєкт                                                                | | |
| Тип ПЧ                                                                | середній дизель-електричний підводний човен                                                                          | середній дизель-електричний підводний човен                                                                          |
| Основні характеристики                                                | | |
| Швидкість (надводна)                                                  | 14,75 вузлів (27,3 км/год)                                                                                           | 14,75 вузлів (27,3 км/год)                                                                                           |
| Швидкість (підводна)                                                  | 10 вузлів (18,6 км/год)                                                                                              | 10 вузлів (18,6 км/год)                                                                                              |
| Гранична глибина занурення                                            | 91,4 м | 91,4 м |
| Дальність плавання                                                    | 6000 миль (11 000 км) на швидкості 10 вузлів (надводна) 120 миль (220 км) на швидкості 3 вузли (підводна)            | 6000 миль (11 000 км) на швидкості 10 вузлів (надводна) 120 миль (220 км) на швидкості 3 вузли (підводна)            |
| Екіпаж                                                                | 48 офіцерів та матросів                                                                                              | 48 офіцерів та матросів                                                                                              |
| Розміри                                                               | | |
| Довжина найбільша (по КВЛ)                                            | 66,1 м | 66,1 м |
| Ширина корпусу найб.                                                  | 7,2 м | 7,2 м |
| Середня осадка (по КВЛ)                                               | 4,5 м | 4,5 м |
| Водотоннажність надводна                                              | 879 тонн | 879 тонн |
| Силова установка                                                      | | |
| Дизель-електрична: 2 × дизельних двигуни Admiralty 2 × електродвигуни | | |
| Гвинти                                                                | 2 | 2 |
| Потужність                                                            | 1900 к.с. (дизелі) 1300 к.с. (електродвигуни)                                                                        | 1900 к.с. (дизелі) 1300 к.с. (електродвигуни)                                                                        |
| Озброєння                                                             | | |
| Торпедно- мінне озброєння                                             | 7 × 533-мм торпедних апаратів 17 торпед                                                                              | 7 × 533-мм торпедних апаратів 17 торпед                                                                              |
| ППО                                                                   | 1 × 76-мм зенітна гармата QF 3-inch 20 cwt 1 × 20-мм автоматична зенітна гармата «Ерлікон» 3 × 7,7-мм кулемети Lewis | 1 × 76-мм зенітна гармата QF 3-inch 20 cwt 1 × 20-мм автоматична зенітна гармата «Ерлікон» 3 × 7,7-мм кулемети Lewis |
| Електроніка                                                           | тип 129AR / тип 138 ASDIC тип 291 раннього попередження                                                              | тип 129AR / тип 138 ASDIC тип 291 раннього попередження                                                              |

«Сі Німф» (англ. HMS Sea Nymph (P223) — військовий корабель, середній підводний човен типу «S» 3-ї серії Королівського військово-морського флоту Великої Британії часів Другої світової війни.
Підводний човен «Сі Німф» був закладений 6 травня 1941 року на верфі компанії Cammell Laird у Беркенгеді. 29 липня 1942 року він був спущений на воду, а 3 листопада 1942 року увійшов до складу Королівських ВМС Великої Британії. Субмарина брала участь у бойових діях на морі в Другій світовій війні; корабель бився у Північній Атлантиці, біля берегів Європи.

## Історія служби
16 грудня 1942 року, після проходження тренувань біля Скапа-Флоу та Голі-Лоха, «Сі Німф» відплив для протичовнового патрулювання біля Норвегії. Патрулювання пройшло без ускладнень, і 2 січня 1943 року човен повернувся в порт. 15 лютого 1943 року човен вирушив з Лервіка для чергового військового патрулювання в Північному морі, але повернувся 11 березня, не виявивши цілей. З 20 березня по 9 квітня субмарина здійснила ще одне патрулювання в тому ж районі, але знову безуспішно.
13 липня 1943 року під патрулювання в Біскайській затоці він помітив дві німецькі підводні човни U-592 і U-669 і випустив по них шість торпед, але всі вони промахнулась.
У вересні 1943 року підводний човен залучався до складної операції з нейтралізації німецьких капітальних кораблів, що базувалися у Каафіорді, Нордкап у Північній Норвегії. Це була перша операція із застосуванням надмалих підводних човнів типу «X» — операція «Сорс» — в якій використовували шість надмалих субмарин типу «X», але лише два мінічовни успішно заклали свої заряди під німецьким лінкором «Тірпіц». Два вийшли з ладу під час буксирування до Норвегії, один зазнав механічної несправності та затонув, ще один потонув після нападу. Тільки X6 та X7, якими командували лейтенант Дональд Кемерон та лейтенант Годфрі Плейс відповідно, здобули успіх. «Тірпіц» зазнав серйозних пошкоджень і його відновлення та повернення до строю тривало аж до травня 1944 року.